# Cinq Martyrs de la Ligue des écrivains de gauche

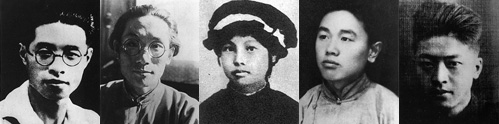
Les cinq martyrs (de gauche à droite) : Hu Yepin, Rou Shi,, Yin Fu, et Li Weisen (Li Qiushi).

Les Cinq Martyrs de la Ligue des écrivains de gauche (左联五烈士) sont des écrivains chinois exécutés le 7 février 1931 par le Kuomintang après le massacre de Shanghai.
Dix-huit autres communistes sont exécutés le même jours, dont une femme enceinte.
Plusieurs écrivains ont suggéré que les cinq martyrs avaient été trahis par d'autres du Parti communiste, peut-être dans le cadre d'une lutte de pouvoir.

## Les cinq martyrs
- Hu Yepin
- Rou Shi
- Feng Keng (en)
- Yin Fu
- Li Weisen (Li Qiushi).